# Eurolliga 2014-2015
L'Eurolliga 2014-15 serà la 14a edició de l'Eurolliga d'ençà que és organitzada per la Unió de Lligues Europees de Basquetbol.

## Fase Preliminar
La fase preliminar consisteix en un play-off entre vuit equips el guanyador del qual participa en la fase de grups. Va tenir lloc entre el 23 i el 26 de setembre a Oostende, Bèlgica. En aquesta fase hi van participar: Unics Kazan, Stelmet Zielona Gora, Hapoel Jerusalem BC, CEZ Basketball Nymburk, ASVEL Lyon-Villeurbanne, Telenet Oostende, VEF Riga i Strasbourg IG Basket. L'equip vencedor va ser l'Unics Kazan.

## Fase de Grups

### Grup A
| Real Madrid                      |
| Anadolu Efes Istanbul            |
| Žalgiris Kaunas                  |
| BC Nizhny Novgorod               |
| Dinamo Banco di Sardegna Sassari |
| Unics Kazan                      |

### Grup B
| CSKA Moscou      |
| Maccabi Tel Aviv |
| Unicaja Málaga   |
| Alba Berlín      |
| Cedevita Zagreb  |
| CSP Limoges      |

### Grup C
| FC Barcelona                    |
| Panathinaikos                   |
| Fenerbahçe Ülker                |
| EA7 Emporio Armani Milano       |
| FC Bayern de Múnic (basquetbol) |
| PGE Turow Zgorzelec             |

### Grup D
| Olympiakos                        |
| València Basket                   |
| Laboral Kutxa                     |
| Galatasaray Liv Hospital Istanbul |
| Crvena Cvedza Belgrad             |
| Neptunas Klaipeda                 |